# Académie de musique et de théâtre de Lituanie
L'Académie de musique et de théâtre de Lituanie (en lituanien : Lietuvos muzikos ir teatro akademija) est un établissement public d'enseignement supérieur de musique, d'art dramatique et de la cinématographie inauguré en 1933. 

## Étudiants
- Justinas Bašinskas (1923-2003)
- Sergueï Larine (1956-2008)
- Aušrinė Stundytė
- Nelė Savičenko (1975-1980)